# أرخص موريتاني
الأرخص الموريتاني سلالة من الارخص تنتمي إلى فصيلة البقاريات استوطنت شمال أفريقيا باكمله والسبب في ذلك يرجع إلى أنها كانت تفضل العيش في المستنقعات والغابات الكثيفة اما مفترسها الرئيسي فكان الاسد البربري والإنسان.
.